# دونا بیکر
دونا بیکر (انگلیسی: Donna Baker؛ زادهٔ ۲۷ فوریهٔ ۱۹۶۶) بازیکن فوتبال اهل نیوزیلند است.
از باشگاه‌هایی که در آن بازی کرده‌است می‌توان به باشگاه فوتبال ادنسه و باشگاه فوتبال زنان لیورپول اشاره کرد.
وی همچنین در تیم ملی فوتبال زنان نیوزیلند بازی کرده‌است.